# Конрад II фон Бабенберг
Конрад II фон Бабенберг (на немски: Konrad von Babenberg; * ок. 1115, † 28 септември 1168, Залцбург) от род Бабенберги, е като Конрад I епископ на Пасау (1148 – 1164) и като Конрад II архиепископ на Залцбург (1164 – 1168).

## Живот
Той е малкият син на Свети Леополд III, маркграф на Австрия, и втората му съпруга Агнес († 24 септември 1143), дъщеря на император Хайнрих IV и Берта Савойска. По-големите му братя са Леополд IV, херцог на Бавария (1139 – 1141), маркграф на Австрия (1136 – 1141), Ото, епископ на Фрайзинг и историк, и Хайнрих II Язомиргот, херцог на Австрия (1156 – 1177), херцог на Бавария. Полубрат е на крал Конрад III и (полу)-чичо на император Фридрих I Барбароса.
Конрад става през 1140 г. домпропст на Утрехт и 1143 г. домпропст и на Хилдесхайм. През 1148 г. става епископ на Пасау, на 29 юни 1164 г. е избран за архиепископ на Залцбург. През началото на 1166 г. е съден в Нюрнберг.